# North Westport
North Westport é um lugar designado pelo censo localizado no condado de Bristol no estado estadounidense de Massachusetts. No Censo de 2010 tinha uma população de 4.571 habitantes e uma densidade populacional de 287,67 pessoas por km².

## Geografia
North Westport encontra-se localizado nas coordenadas 41° 40′ 25″ N, 71° 06′ 40″ O. Segundo a Departamento do Censo dos Estados Unidos, North Westport tem uma superfície total de 15.89 km², da qual 13.36 km² correspondem a terra firme e (15.91%) 2.53 km² é água.

## Demografia
Segundo o censo de 2010, tinha 4.571 pessoas residindo em North Westport. A densidade populacional era de 287,67 hab./km². Dos 4.571 habitantes, North Westport estava composto pelo 97.7% brancos, o 0.31% eram afroamericanos, o 0% eram amerindios, o 0.7% eram asiáticos, o 0% eram insulares do Pacífico, o 0.42% eram de outras raças e o 0.88% pertenciam a duas ou mais raças. Do total da população o 0.96% eram hispanos ou latinos de qualquer raça.